# Фрумушика (Флорештський район)
Фрумушика (рум. Frumușica) — село у Флорештському районі Молдови. Адміністративний центр однойменної комуни, до складу якої також входить село Фрумушика-Ноуе.

## Населення
За даними перепису населення 2004 року у селі проживали 1558 осіб.
Національний склад населення села:
| Національність   | Кількість осіб | Відсоток   |
| ---------------- | -------------- | ---------- |
| молдавани румуни | 1509 3         | 96,9% 0,2% |
| цигани           | 24             | 1,5%       |
| українці         | 12             | 0,8%       |
| росіяни          | 10             | 0,6%       |
| Всього           | 1558           | 100%       |